# Charles-Alexandre Fessy

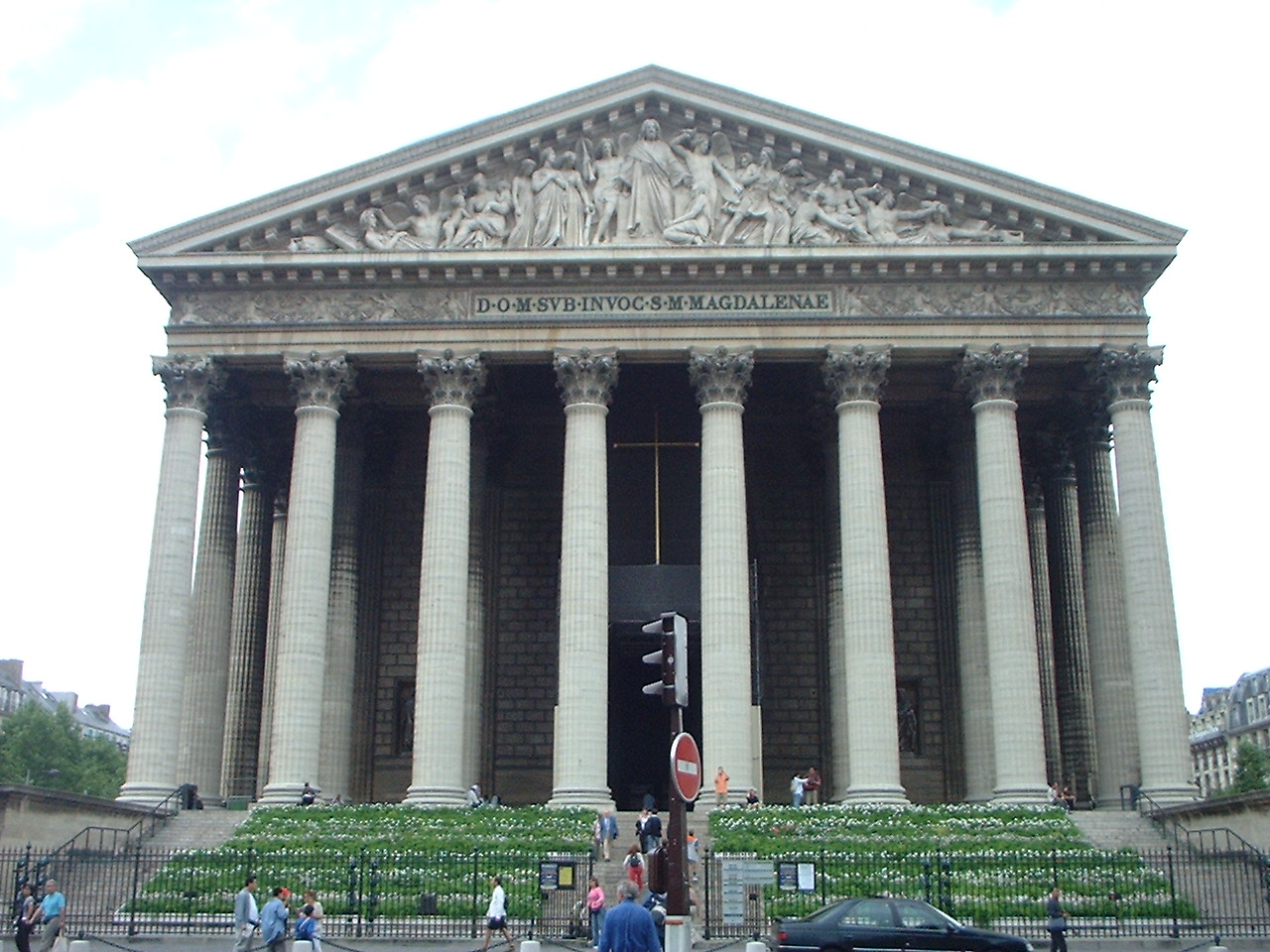
Église de la Madeleine à Paris

Charles-Alexandre (Alexandre-Charles) Fessy (Paris, 18 octobre 1804 - 30 novembre 1856) fut un important organiste et compositeur français.
À noter que la Bibliothèque nationale de France et Gallica utilisent le prénom Alexandre, comme on peut le lire sur ses partitions publiées de son vivant.

## Biographie
Grand rival du célèbre Lefébure-Wély, Fessy gagna le 1er Prix d'Orgue au Conservatoire dans la fameuse classe de François Benoist. Il fut le premier organiste de l'Église de la Madeleine (Paris), puis échangea sa tribune avec celle de Lefébure-Wély à l'Église Saint-Roch. Il resta à Saint-Roch jusqu'à sa mort.

## Quelques œuvres
- Méthode complète pour l'harmonium, 1844
- Office complet de l'année, 1844
- Service divin, 1854
- Répertoire de l'organiste, 1856

- La marchande du Temple, drame en cinq actes d'après Auguste Luchet, paroles de Charles Vincent.
- Musique pour orchestres militaires
- Six Grands Offertoires pour Orgue ou Orgue Alexandre (édition posthume par Lebeau Aîné, v. 1858).

En collaboration avec Adolphe Miné:
- Guide de l’Organiste, Paris, en 12 livraisons (1839)
  - Messe royale de Dumont (1re livraison)
  - Messe pour le temps de Noël (5e livraison)
- L’Organiste français chez Richault à Paris, 5 années

## Édition moderne
Pièces pour orgue (Éditions Musicales Chanvrelin, 1995)
- Offertoire
- Chœur de Clairon
- Grand Chœur
- Fonds
- Fugue
- Boléro

## Partitions gratuites
- « Charles-Alexandre Fessy » (partitions libres de droits), sur l'IMSLP
- GALLICA 20 partitions.

## À écouter
- YouTube Extraits de la Messe de Dumont sur l'orgue Cavaillé-Coll de Poligny (Jura) par Jean-Luc Perrot
- YouTube Aare-Paul Lattik joue le Boléro à orgue Rieger-Kloss de l'église St-Nicolas de Tallinn, Estonie.
- YouTube Offertoire en Ré et Morceau pour l'Élévation en Fa (Répertoire de l'Organiste, vol. 2 Messe des Annuels et Solennels), par Michael Henson à l'harmonium Mustel.
- YouTube Nocturne no 2 en Ut (publié dans le Trésor des Chapelles), Mustel Art Harmonium (1926).